# Caloprymnus campestris
Il ratto canguro del deserto (Caloprymnus campestris Gould, 1843), noto anche come ratto canguro dal naso marroncino o ratto canguro delle pianure, è un marsupiale estinto che viveva tra le dune sabbiose e nelle distese ghiaiose del Queensland sud-occidentale e dell'Australia nord-orientale. Aveva le dimensioni di un piccolo coniglio. Quando si spostava a grande velocità era dotato di una grande resistenza e «si fermava solamente per morire». Durante il giorno stava nascosto in piccoli covi, dai quali usciva soltanto di notte per nutrirsi. Era una creatura solitaria ed era così indipendente dall'acqua da essere in grado di dissetarsi solo con le piante succulente delle dune sabbiose. Scoperto per la prima volta dagli europei intorno al 1841, non venne più avvistato per i successivi 90 anni.
L'ultimo suo avvistamento risale al 1935, quando tre uomini a cavallo ne inseguirono un esemplare per circa diciannove chilometri senza mai fermarsi. Quando i cavalli interruppero esausti la loro corsa il ratto canguro del deserto fuggì via.